# Keski-Vuosaari

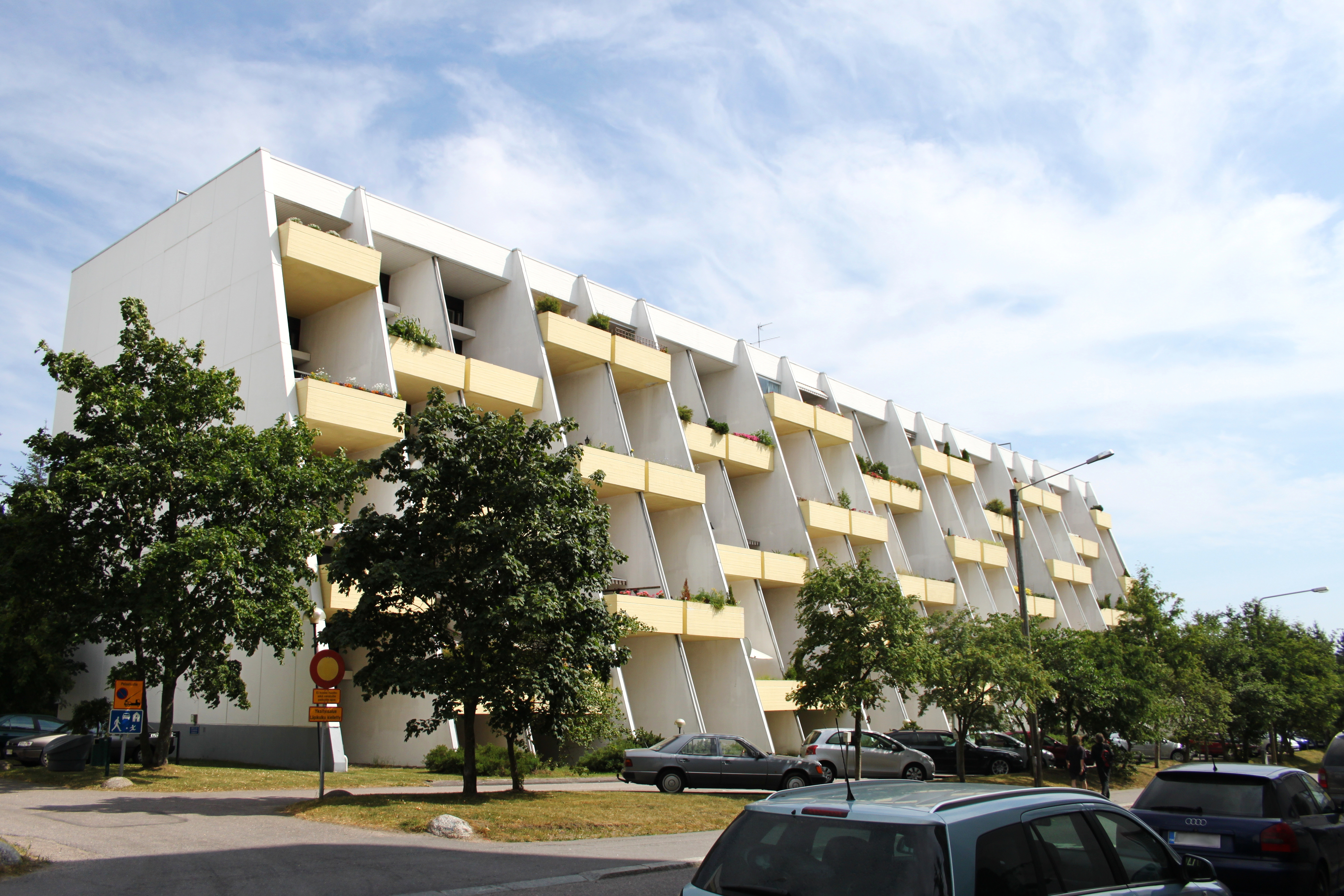
Maisons en terrasses de la rue Ulappasaarentie.

Keski-Vuosaari (en suédois : Mellersta Nordsjö) est une section du quartier de Vuosaari à Helsinki, la capitale de la Finlande.

## Description
Keski-Vuosaari a une surface de 2,509 km2, sa population s'élève à 13 569 habitants(1.1.2010) pour 1 676 emplois(31.12.2011).

## Galerie

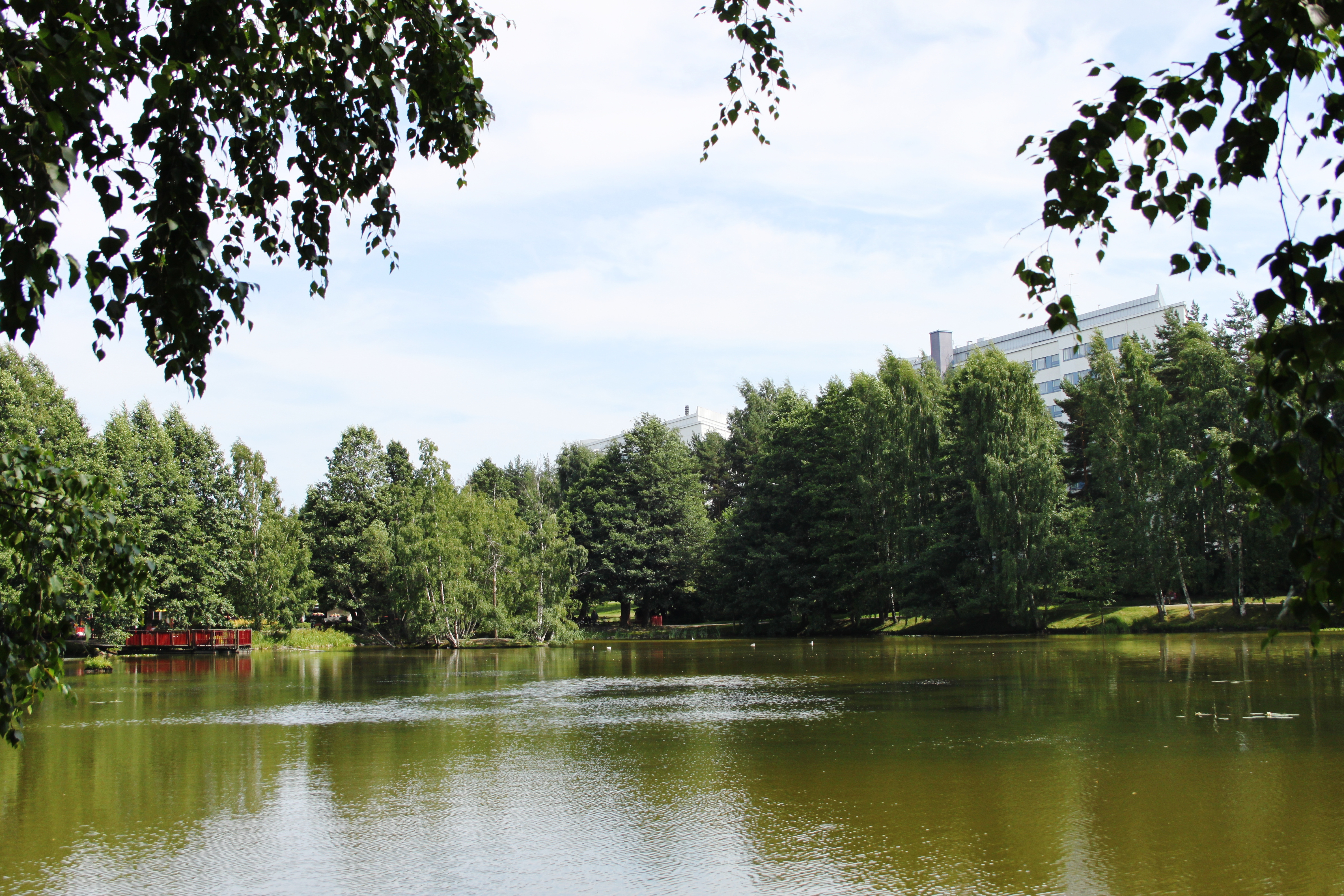
L'étang Kangaslampi en juin 2011.
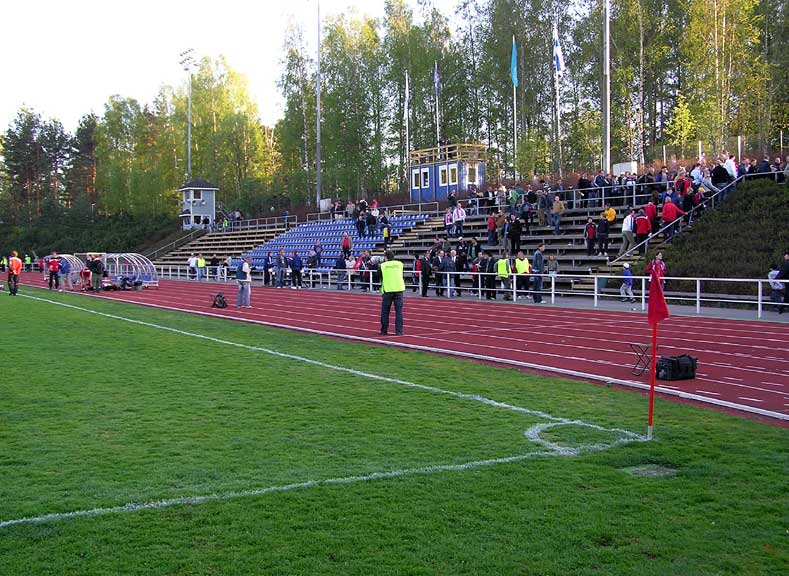
Le stage de Keski-Vuosaari.
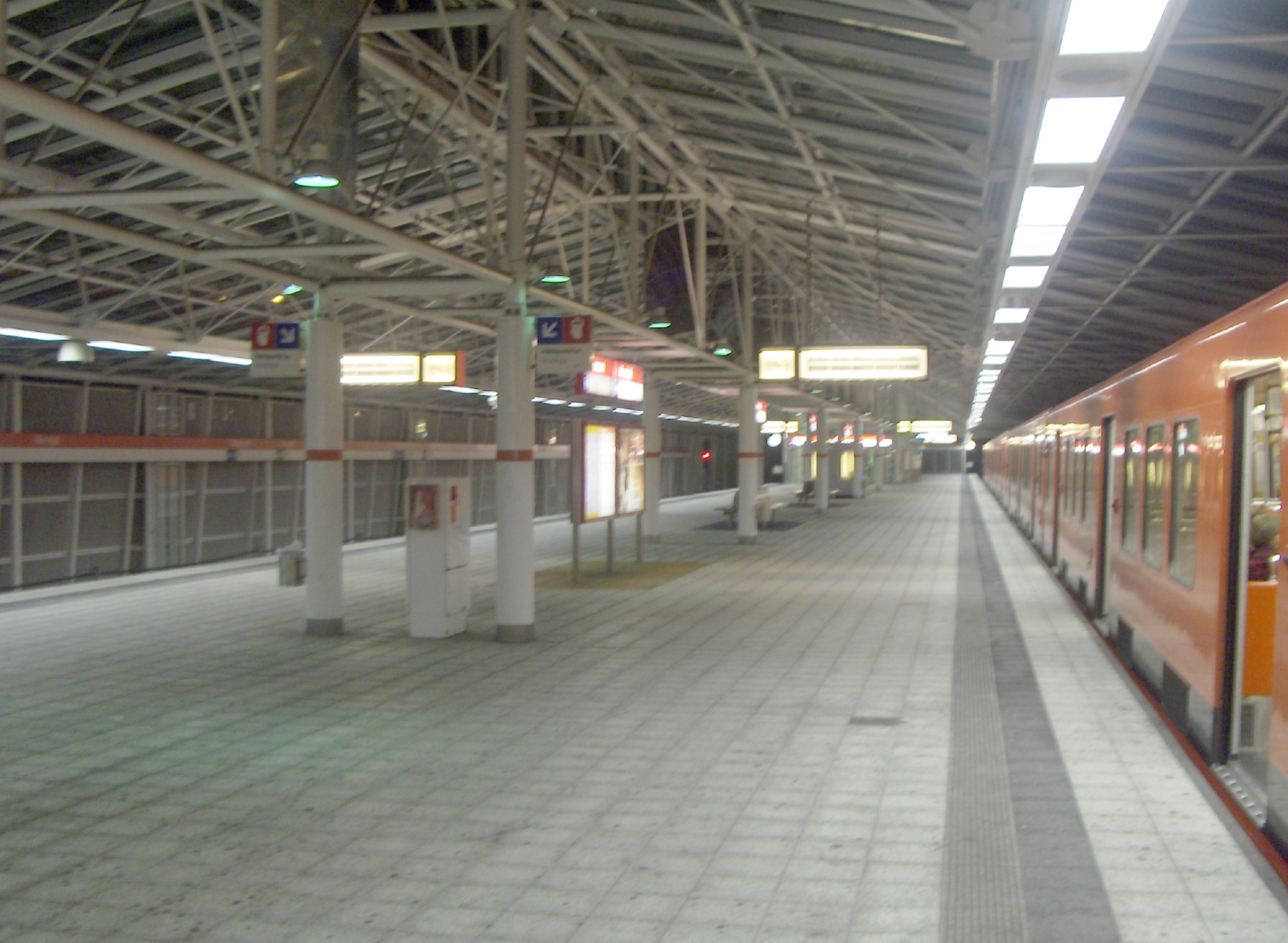
Station de métro de Keski-Vuosaari.
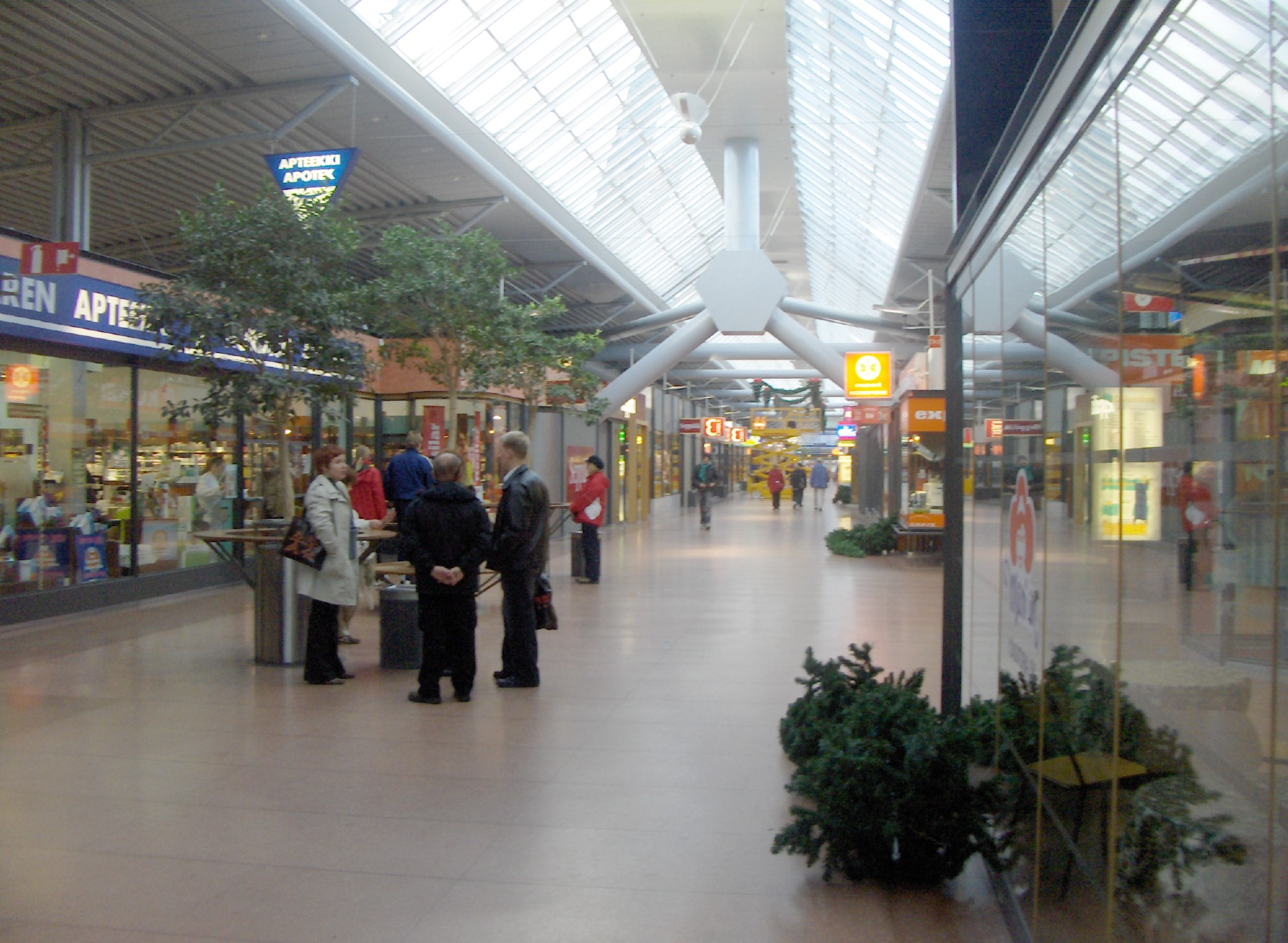
Centre commercial Columbus.
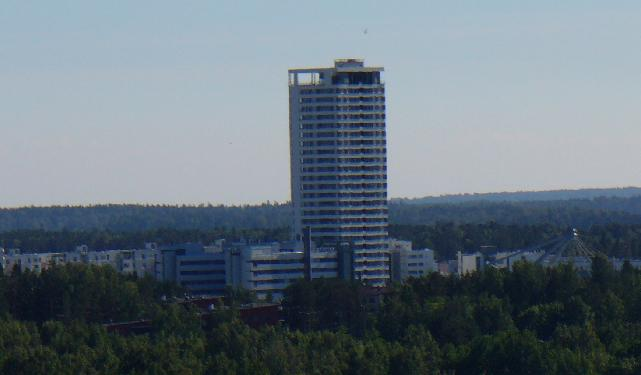
Tout d'habitation à Keski-Vuosaari.